# Lina Kuduzović
Lina Kuduzović, slovenska pevka, * 30. december 2002, Ljubljana.
Lina je zmagovalka šova Slovenija ima talent v sezoni 2010. Na avdiciji se je predstavila s pesmijo I Will Always Love You (Whitney Houston). V polifinalni oddaji je zapela My heart will go on (Celine Dion). V finalu oddaje, ki je potekal 6. junija 2010 v Hali Tivoli, je zapela pop-balado The Power of Love, ki jo v izvirniku izvaja Jennifer Rush, in z njo osvojila največ glasov gledalcev.
2012 je zapela slovensko sinhronizacijo naslovne skladbe nove različice risane serije Čebelica Maja (Studio 100, 2012, slovenska sinhronizacija Pro Plus), sodelovala pa je tudi pri sinhronizaciji nekaj drugih risank.
Leta 2013 se je njena družina preselila v Egerkingen v Švici.
2015 je sodelovala v tretji sezoni šova Die grössten Schweizer Talente (Švica ima talent), kjer je s skladbo Footprints In The Sand Leone Lewis prišla naravnost v polfinale. Tekmovanje je končala v finalu med 5 najboljšimi.
Sodelovala je tudi na otroški Evroviziji leta 2015 v Sofiji, Bolgariji, kjer je Slovenijo s pesmijo Prva Ljubezen (First Love) prvič v zgodovini Evrovizije popeljala na 3. mesto. 
2017 se je udeležila nemške različice šova The Voice Kids. Na slepi avdiciji se je predstavila s »Hurt« Christine Aguilera in si za mentorja izbrala Marka Forsterja. V neposrednem boju (Battle Round) je premagala Kayana in Ashley (prav tako iz Forsterjeve ekipe), vsi trije so zapeli »The Greatest« (Sia). V polfinalu je ponovno nastopila s »Hurt« in mentor Mark Foster jo je izbral za finale. V finalu je zapela »If I Were a Boy« (Beyoncé), kar pa ni bilo dovolj za zmago. Slavila je namreč 11-letna Sophie.
Leta 2020 je bila super finalistka izbora EMA 2020. Predstavila se je s pesmijo Man like u. Ana Soklič je Lino za 666 glasov premagala. 
.

## Prvi album
Lina je 10. decembra 2011 izdala svoj prvi CD. CD vsebuje 15 tujih skladb, ki jih na posnetku zapoje Lina, 10 pesmi, bonus + "Zapoj kot Lina", 5 Lininih karaok, in svojo pesem "Verjamem".